# Gordon McBean
Pour les articles homonymes, voir McBean.
Gordon McBean est un climatologue canadien qui est président du conseil d'administration de la Fondation canadienne pour les sciences de l'atmosphère. Il est professeur à l'Université Western Ontario et président de la politique à l'Institut de prévention des catastrophes. Auparavant, il a été sous-ministre adjoint au Service météorologique du Canada.

## Biographie
Le professeur McBean est né en Colombie-Britannique, au Canada. Il a étudié la physique à l'Université McGill de Montréal et a obtenu un doctorat en physique et océanographie de l'Université de la Colombie-Britannique (UBC) de Vancouver en 1970,.
De 1970 à 1988, McBean a été scientifique à Environnement Canada. En 1988, il se torune vers l'ensigement et la recherche comme  professeur de géographie et directeur du programme des sciences de l'atmosphère à l'Université de la Colombie-Britannique. En 1992, il devient professeur d'océanographie et chef du département d'océanographie.
De retour chez Environnement Canada en 1994, il y occupe le poste de sous-ministre adjoint de jusqu'à 2000. Il est responsable des sciences et des services liés au climat, à la météorologie et à la qualité de l'air au sein du gouvernement fédéral,. En 1995, McBean a prononcé un discours devant l'Organisation météorologique mondiale sur le réchauffement climatique.
En 2006, McBean, avec Andrew Weaver et Ken Denman, a rédigé une lettre ouverte, signée par 90 climatologues canadiens, au premier ministre Stephen Harper appelant à une stratégie nationale efficace sur les changements climatiques,. La lettre était une réponse à une lettre ouverte antérieure à Harper de 60 scientifiques (dont sept climatologues et 19 Canadiens) argumentant contre l'accord de Kyoto et remettant en cause sa base scientifique.
En plus de son implication auprès de la Fondation canadienne pour les sciences de l'atmosphère, McBean est membre du comité des partenariats de l'Académie nationale des sciences des États-Unis et de 2014 à 2018 président du Conseil international pour la science (devenu en 2018 le Conseil international des sciences) après avoir été membre du comité consultatif sur l'environnement,. Entre 2011 et 2022, il a fait 202 présentations à des conférences internationales.
En 2018, il est devenu professeur aux départements de géographie, de sciences politiques et de physique de l'Université Western Ontario, à London. Il est aussi directeur des études politiques à l'Institut de prévention des catastrophes et codirecteur du Centre for Environment and Durabilité au même endroit. Il est également de mentor pour le Fondation boursiers Loran.

## Renommé
Gordon McBean a reçu plusieurs prix et récompenses dont : la médaille Patterson en 1989, l'Ordre du Canada en 2010, l'Ordre de l'Ontario en 2011 et le Prix de l'Organisation météorologique internationale en 2017, la plus haute distinction remise par l'Organisation météorologique mondiale.
Il est également un contributeur de longue date du Groupe d'experts intergouvernemental sur l'évolution du climat (GIEC), une organisation qui a reçu conjointement le prix Nobel de la paix 2007 avec Al Gore. McBean est aussi membre Fellow de la Société royale du Canada et d'autres sociétés savantes.